# Iglesia de San Miguel (Valladolid)
La iglesia de San Miguel de Valladolid fue un templo católico edificado en el siglo XI por los primeros repobladores astures, probablemente bajo el reinado de Fernando I de León. El templo fue dedicado a San Pelayo, cambiando su advocación un siglo más tarde por la de San Miguel. Junto con su vecina la iglesia de San Julián constituyó el primer núcleo histórico de lo que llegó a ser a través de los tiempos la ciudad de Valladolid, y al toque de sus campanas —a campana tañida o repicada— se reunían los vecinos —concilium o comunidad— para tratar los asuntos de la villa.
Durante siglos fue un templo venerado y protegido por reyes y magnates, con ampliaciones y restauraciones y con obras de arte en su interior muy significativas. Sus capillas tuvieron el patronazgo de hombres ilustres. En el último tercio del siglo XVIII, estando el edificio bastante ruinoso se tomó la decisión de mudar los objetos litúrgicos a la iglesia cercana de los jesuitas recién expulsados; también se trasladaron los de la iglesia de San Julián, creando así una nueva parroquia llamada de San Julián y San Miguel. El edificio fue demolido, quedando una amplia plaza que se llamó en su recuerdo plaza de San Miguel. La plaza subsiste pero su entorno está totalmente cambiado y desvirtuado. La iglesia de San Miguel forma parte del patrimonio perdido de Valladolid.

## Contexto histórico
El núcleo urbano o pequeña aldea primigenia que con el tiempo sería la ciudad de Valladolid surgió posiblemente en el primer cuarto del siglo XI. Algunos historiadores proponen que llegó a ser el desarrollo de alguna villa o granja agrícola cuyos propietarios habitaban en Cabezón. El nuevo asentamiento que comenzó a conocerse como Valaolit estaba situado en una pequeña elevación cerca de la desembocadura del río Esgueva en el río Pisuerga. Su situación geográfica no era estratégica como la de Cabezón de Pisuerga o Simancas; tampoco había condicionantes económicos o políticos. Sin embargo el momento histórico tras la muerte de Almanzor y la consecuente política de repoblación de los reyes leoneses —Alfonso V, Vermudo III, Fernando I— favoreció el desarrollo de este núcleo incipiente edificándose en él dos pequeñas iglesias parroquiales —San Julián y San Pelayo—, un alcazarejo y una cerca de carácter protector que no llegaba a la categoría de muralla defensiva. La cerca rodeaba la población.
Este era el aspecto que presentaba Valladolid cuando el conde Ansúrez —por mandato del rey Alfonso VI— se hizo cargo de la población y su entorno, la equipó y engrandeció en edificios civiles y religiosos.

## Historia del edificio
La iglesia de San Miguel existía desde el primer cuarto del siglo XI, junto con la otra parroquia de San Julián y Santa Basilisa situada a escasos metros. En sus comienzos no estaba consagrada a este santo sino a San Pelayo. Así lo hizo saber el conde Ansúrez en su carta dotal:

Adicimus etiam illud monasterium Sancti Iulani quod est fundatum hic in Uillam... Similiter apponimus monasterium Sancti Pelagii et omnes Ecclesias quae ibi fuerunt fundatae. (Añadimos también aquel monasterio San Julián fundado en esta villa... Igualmente añadimos el monasterio San Pelayo y todas las Iglesias que fueron fundadas en este lugar.)

A mediados del siglo XIX el escritor e historiador Matías Sangrador y Vítores en su Historia de la muy noble y leal ciudad de Valladolid, sacó a la luz varios documentos sobre el tema, el primero fechado en el siglo XII en que ya consta el cambio de advocación. Se trata de una donación que hizo el rey Alfonso VII al monasterio de Retuerta, el 18 de enero de 1151: «Estando el emperador en la iglesia de San Miguel de Valladolid...»
El segundo documento por orden cronológico es una escritura de compra de una casa con fecha de 28 de septiembre de 1324 en que aparece como testigo Fernán Díaz capellán de San Miguel. Otro legajo es de 1375 que describe un pleito en que se ven implicados varios curas y sacristanes de distintas parroquias de Valladolid entre los que se nombra al capellán y sacristán de la iglesia de San Miguel. También del siglo XIV hay una escritura guardada en el Archivo de la catedral, en que se menciona la «calle que va desde la iglesia de San Miguel a la de San Julián», llamada después calle del Rótulo del doctor Cazalla y finalmente calle del Doctor Cazalla.
En el Cronicón de Valladolid, se recogen unos apuntes que escribió el Doctor de Toledo sobre la iglesia de San Miguel, en que se dice que antes de 1468 se había hundido la capilla mayor y que en 1489 se quemó parte de la iglesia por lo que hubo que reedificarla. Las obras se hicieron a costa del doctor y consejero Gonzalo González de Portillo —junto con su esposa Isabel Vélez de Guevara— y del comendador de la orden de Calatrava Diego de Cabrera y Bobadilla, ambos miembros de la Corte. Como estos arreglos se hicieron en tiempos de los Reyes Católicos, en 1497 se añadió a los pies de la estatua en piedra de San Miguel el escudo de dichos monarcas.
Con estas restauraciones en estilo gótico llegó la iglesia hasta el último tercio del siglo XVIII en que parece que de nuevo, tanto ella como su vecina San Julián necesitaban una buena reparación que no consiguió nunca un buen fin.
La parroquia de San Miguel fue ante todo una iglesia concejil. En su entorno se celebraban las reuniones municipales y en su presbiterio se guardaba el archivo de la villa. Sus campanas reglamentaban la vida de los ciudadanos.

### Demolición

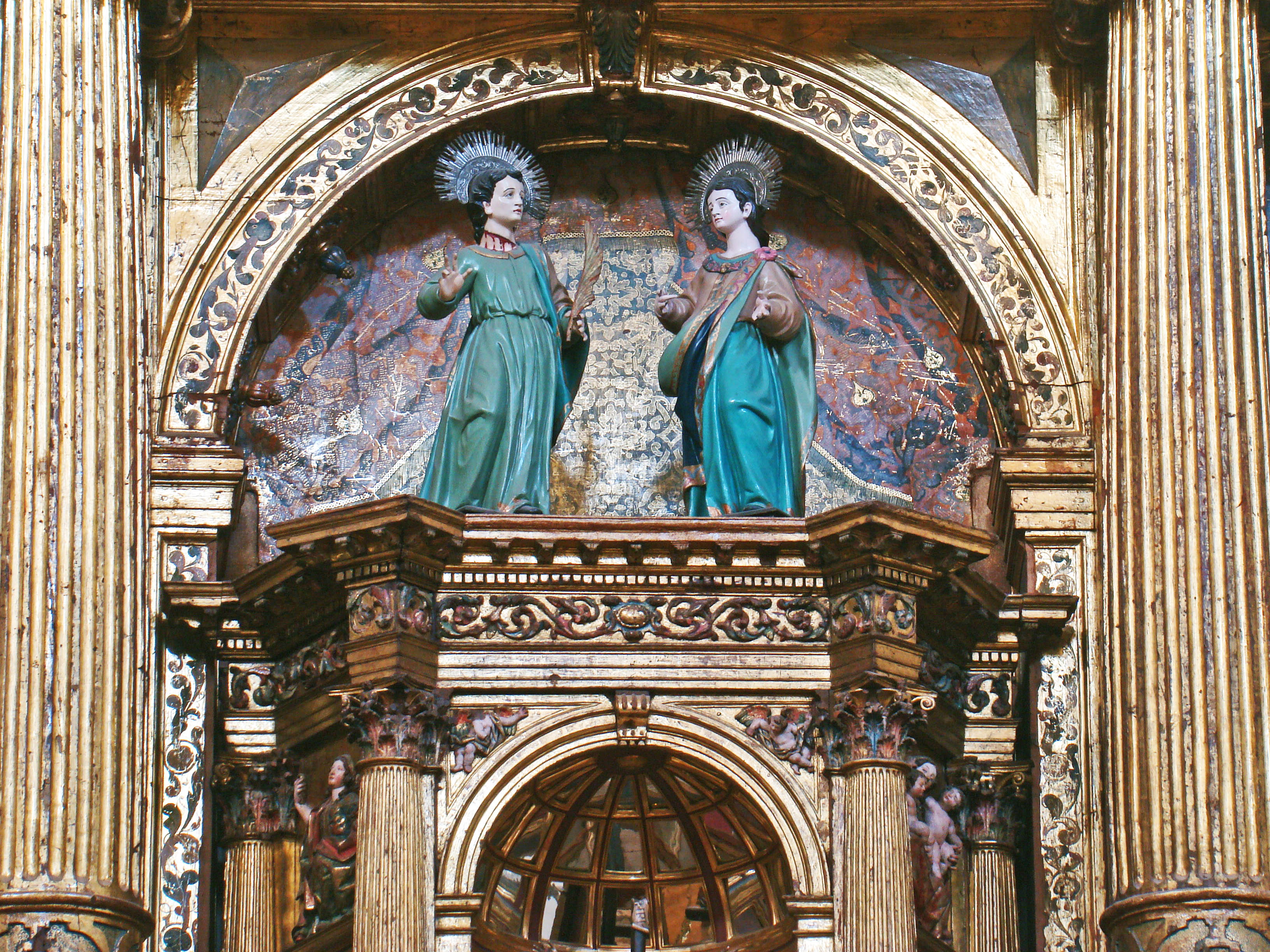
...y pusieron a los dos santos San Julián y Santa Basilisa detrás de Nuestra Señora del Rosario... (estas esculturas procedentes de San Julián se conservan sobre el sagrario de la parroquia de San Miguel y San Julián.)

Como consecuencia del estado físico de las dos iglesias el 22 de agosto de 1769 el rey Carlos III de España emitió una Real Cédula por la que se ordenaba que las dos parroquias se unieran en una y que esta se estableciera en la iglesia del anterior colegio de San Ignacio que había estado regido por los jesuitas. El 11 de noviembre de 1775 comenzó el traslado de enseres, esculturas y objetos litúrgicos desde las dos parroquias a su nueva sede.

El 11 de Noviembre de 1775 pasaron a la iglesia de San Ignacio, a las cinco de la tarde, los santos de San Miguel y San Julian, sin campanas, no más que con las hachas de las cofradias, cantando la letania de Nuestra Señora. Salieron de San Miguel, el santo delante después Nuestra Señora del Rosario y detrás la de la Cerca y la última la de la Esperanza, y fueron por el rotulo de Cazalla a San Julian, donde tenian en andas a los santos y a Nuestra Señora de la Compasión; esta la llevaron primero y pusieron a los dos santos San Julian y Santa Basilisa detrás de Nuestra Señora del Rosario, y en esta forma entraron en San Ignacio, en donde estaba ya puesta la pila bautismal, y San Miguel en el altar mayor, donde estaba San Ignacio, y encima del tabernáculo pusieron á los dos santos San Julian y Santa Basilisa, y al otro dia domingo se dijo la primera misa y pusieron a San Miguel. 
Ventura Pérez, Diario de Valladolid

En 1777 comenzó la demolición de ambos edificios. Para su seguimiento se había creado la Junta de Hacienda de la parroquia de San Miguel que se ocupó de dejar libres de escombros los dos solares, además de gestionar los bienes parroquiales y la posible venta o arrendamiento de los suelos.

La Junta de Hacienda de la parroquial de San Miguel y San Julián el Real de esta ciudad, ha acordado vender los suelos de los edificios que se están demoliendo de las iglesias viejas de San Miguel y San Julián, concedidos por S.M. a beneficio de de la Fábrica de dicha Parroquial. Qualquiera persona, o Comunidad, que quisiera comprarlos ya a dinero, o ya a censo enfiteusis, acuda con su memorial al presente secretario de dicha Junta, quien admitirá las posturas, que se hagan y celebrará el remate en el mejor postor. Valladolid y Mayo, 5 de 1787. Manuel Plaza Isla. Secretario.

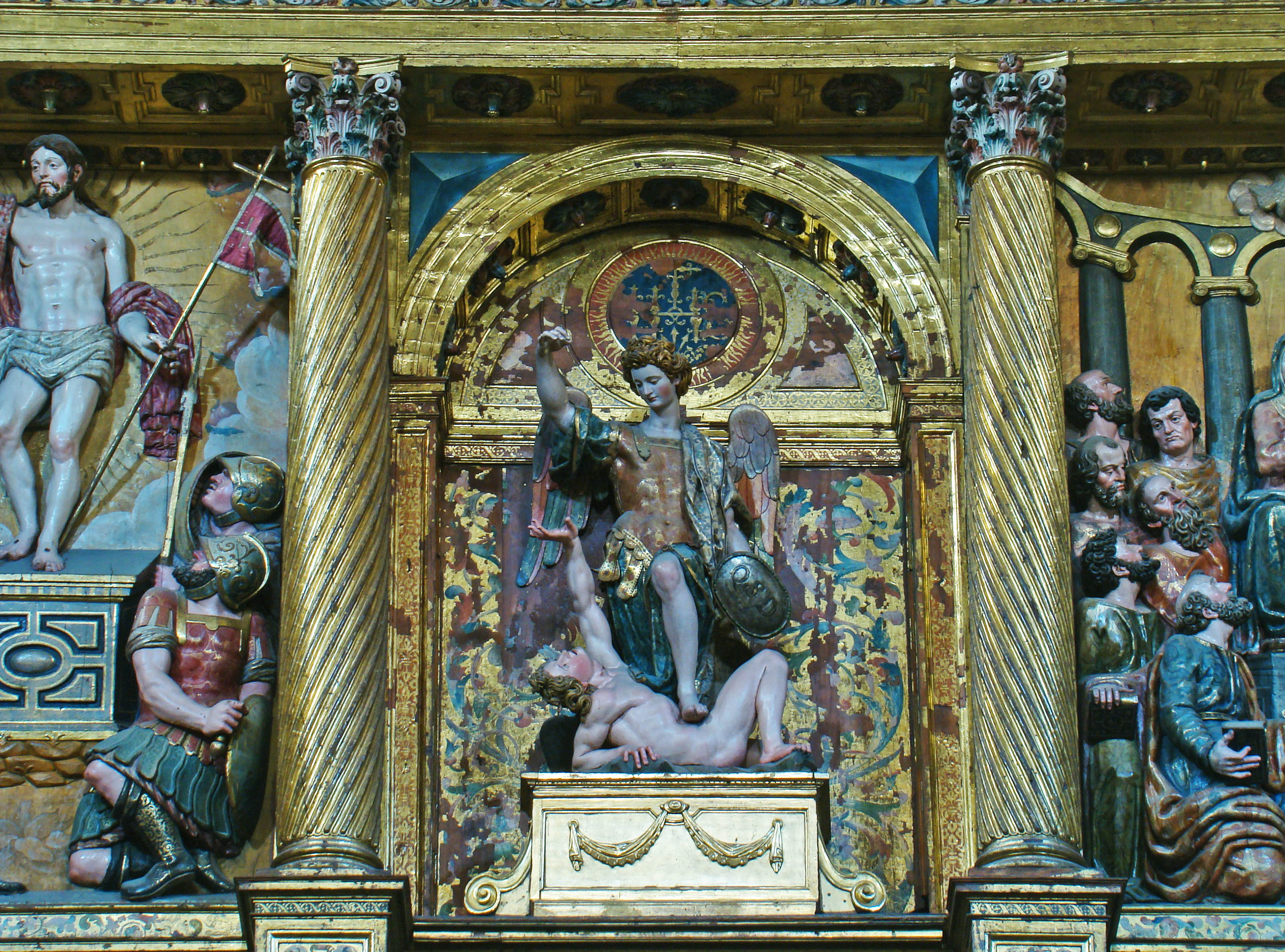
San Miguel de la antigua iglesia se encuentra en lugar preferente en la nueva parroquia

Dos años más tarde surgió la primera oferta del mejor postor en 6.000 reales. Estos beneficios pasaron a la nueva parroquia. El Ayuntamiento se encargó de urbanizar los suelos. En el de San Miguel se organizó una plaza pública que conservó ese nombre; durante años fue respetada como centro histórico, rodeada de casas muy antiguas. En el solar de San Julián se edificó la «posada de San Ignacio». En el siglo XX se levantó un edificio de varias plantas para vivienda. En el plano de 1788 de Diego Pérez Martínez puede observarse la explanada de la plaza de San Miguel y el solar de San Julián todavía sin construir.

### El entorno
Se mencionan en documentos algunas de las casas construidas en la plaza de San Miguel en el siglo XVI: En 1591 Mariana de Aragón vendió a un sastre una casa situada junto a la iglesia de San Miguel frente a la puerta del ángel. El 29 de marzo de 1592, el hijo de Jerónimo de Espinosa e Isabel de Moflete da noticia de que sus padres compraron un solar frente a la puerta donde se halla la imagen de la Salutación de la Virgen.
Hasta los años 60 del siglo XX se conservó el palacio de los Gardoqui, que en el siglo XVI había pertenecido a una rama de la familia del conde de Benavente. Estaba situado frente al ábside de San Miguel. Tras su demolición el solar fue ocupado por una instalación hotelera de Meliá. Otro palacio del siglo XV desaparecido por los mismos años fue el del marqués de Frómista. Canesi lo describe como situado «frente a la puerta accesoria de la parroquia de San Miguel, y calle que va a las Brígidas». En 1590 este palacio tenía por la derecha casas de Bartolomé Bustamante y por la izquierda casas de los capellanes de doña Mencía de Guevara. Ambos edificios se encontraban en buen estado antes de su destrucción.

## Descripción del edificio
Se dispone de una detallada descripción de la iglesia hecha por Canesi, autor que todavía alcanzó a conocerla antes de su demolición y además se conserva un dibujo hecho en el siglo XVIII con el aspecto que había dejado la reforma de los Reyes Católicos donde se muestran elementos de la etapa final del gótico isabelino. Estaba construida totalmente en piedra con recios contrafuertes; su cabecera estaba orientada al este. Disponía de dos puertas, una abierta al sur y otra al norte, por la que se accedía al cementerio que se extendía a su alrededor y estaba presidido por una cruz de piedra.
Ensalza el escritor Canesi la capilla mayor que tenía «muy buena escultura, toda dorada»; tenía la imagen de bulto de San Miguel en el centro del altar mayor por encima del sagrario. Se abrían varias capillas a las naves del edificio, «todas con sus retablos dorados.» También hace mención de las cofradías, tan elementales, nombrando la más antigua, la de la Minerva, con capilla propia, que procesionaba una imagen de Nuestra Señora de la Esperanza. Otra cofradía muy popular fue la de los Abades, fundada por el conde Ansúrez.

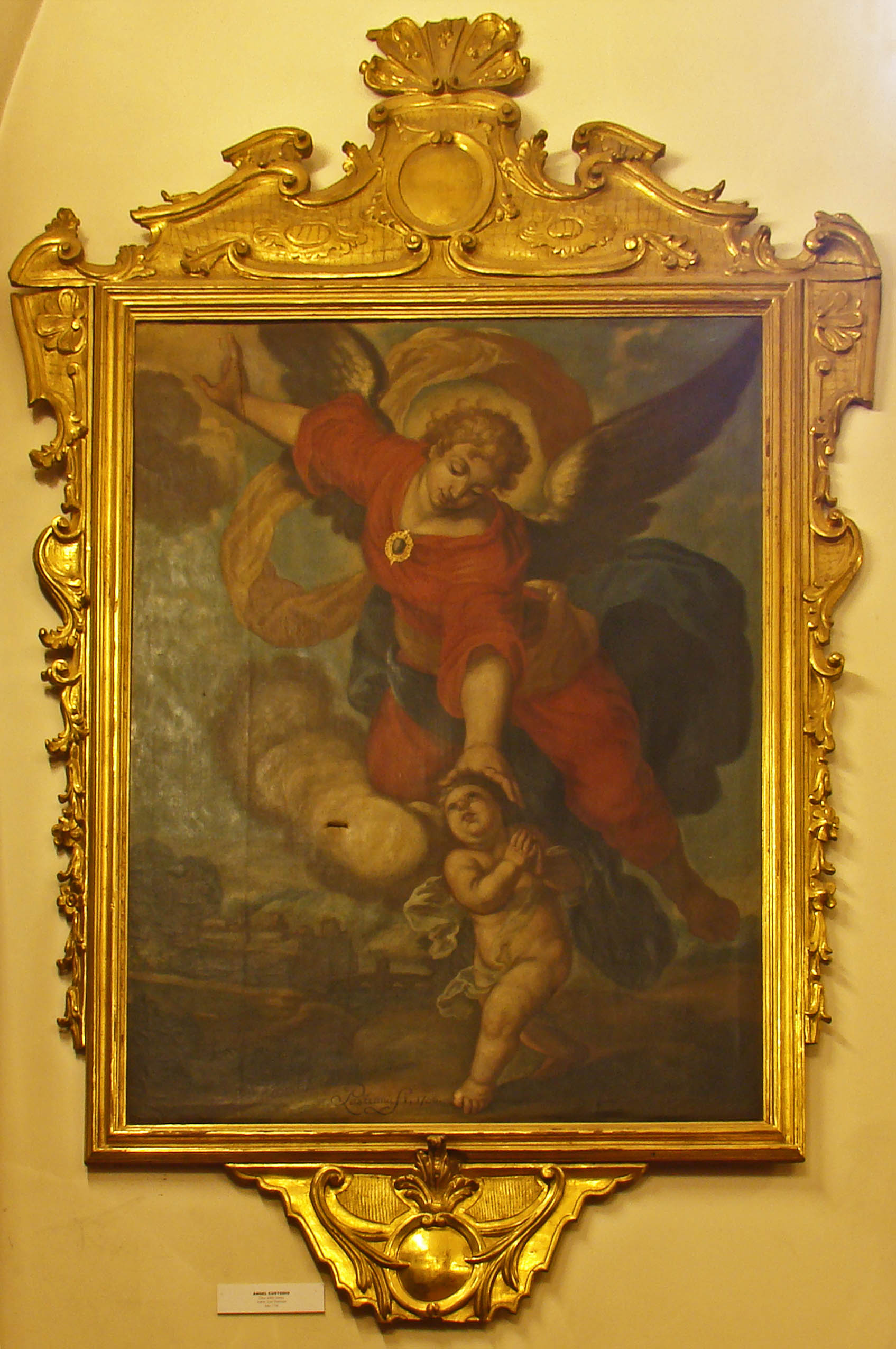
Ángel Custodio del pintor Pastrana.
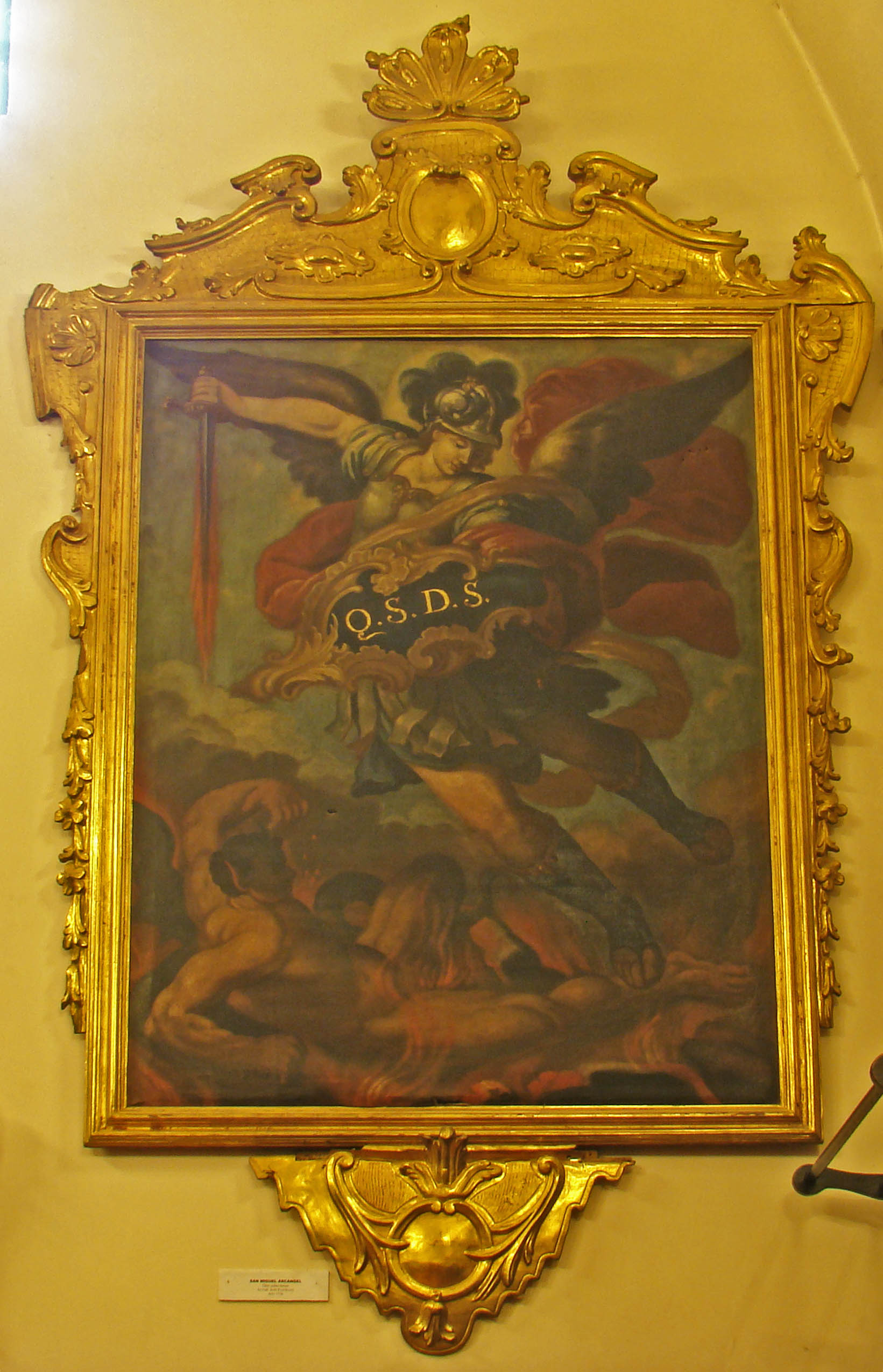
San Miguel del pintor Pastrana.
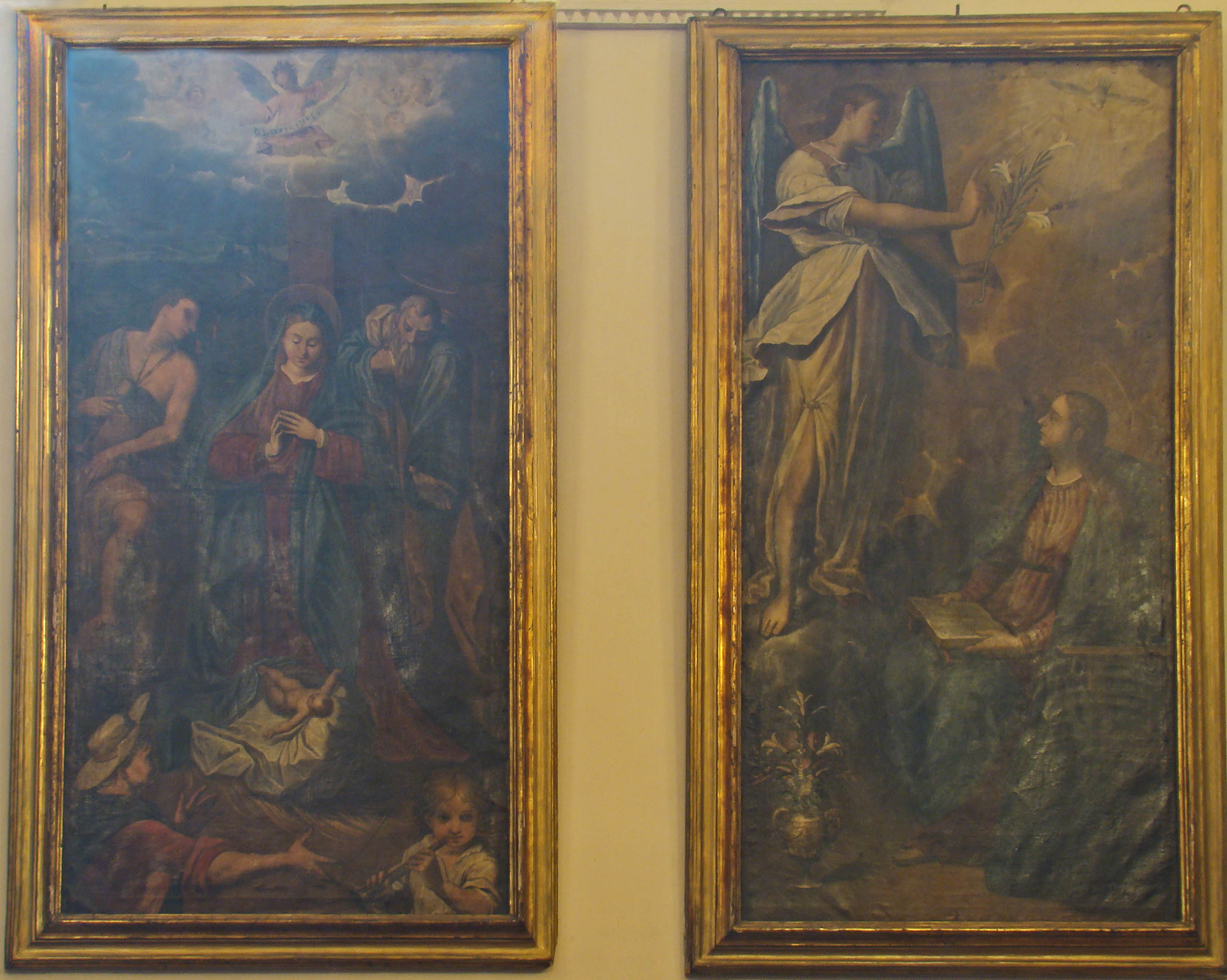
Nacimiento y Anunciación del pintor Francisco Martínez.
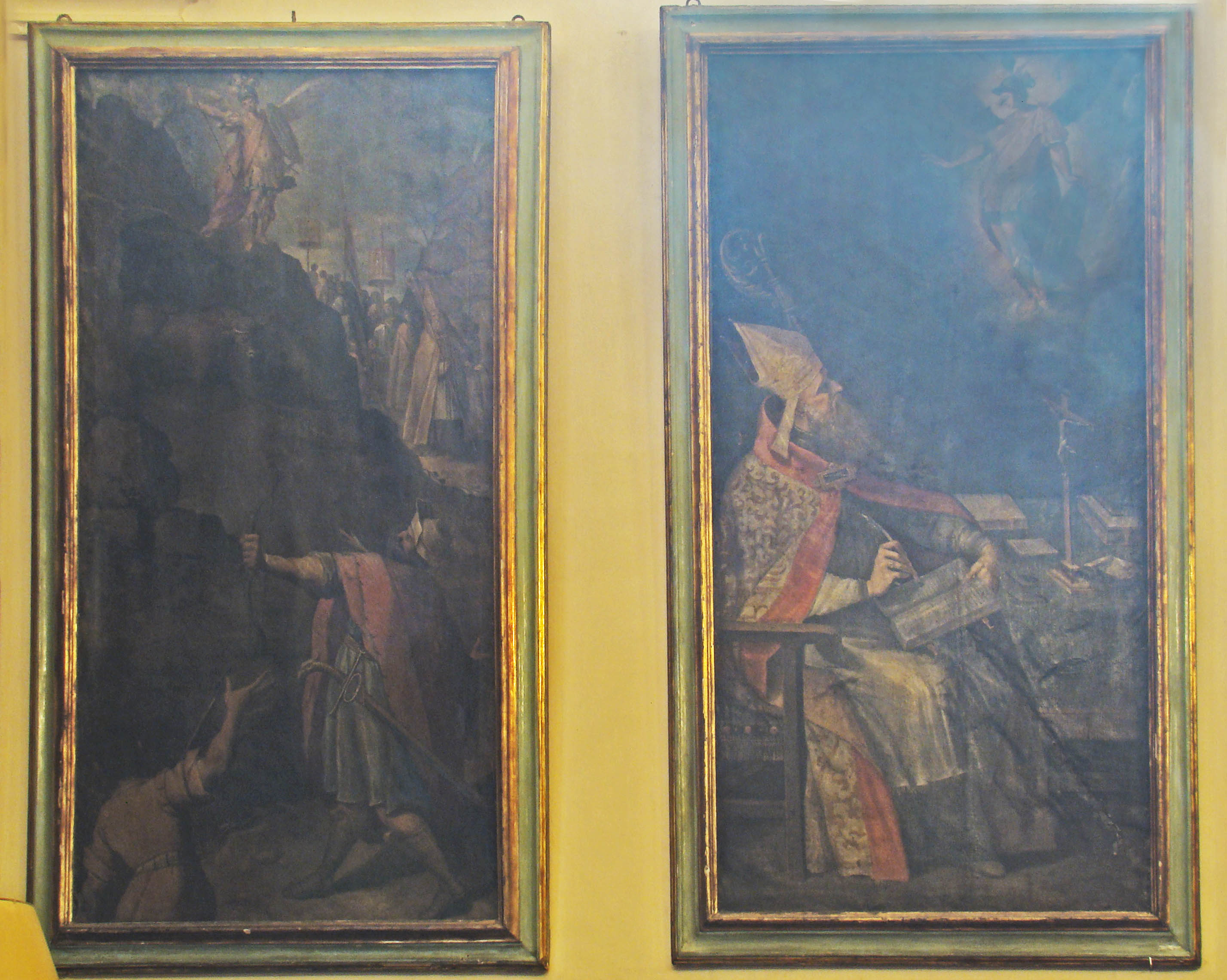
Temas del ballestero disparando contra el toro en el monte Gargano y San Miguel apareciéndose a un obispo del pintor Francisco Martínez.

Son de gran interés las descripciones hechas en las visitas pastorales —visitas que hacen los obispos a sus parroquias, que dejan escritas todas las actividades y descripciones de todo tipo— entre los años 1603 y 1679; puede leerse cómo el presbiterio tenía su altar mayor elevado sobre una bóveda rebajada y cómo se ordenó cambiarlo y colocarlo a la misma altura del suelo, igual que en el resto de las iglesias. Esta capilla tenía un retablo realizado en 1606 por el ensamblador Cristóbal Velázquez con esculturas de Gregorio Fernández y pinturas de Francisco Martínez, algunas de las cuales se conservan en la actual parroquia de San Julián y San Miguel. Había otros dos retablos colaterales: del lado del Evangelio estaba el de Nuestra Señora de la Esperanza, del escultor Pedro de la Cuadra y el del lado de la Epístola estaba consagrado a Cristo. Junto a este altar se encontraba el enterramiento de su patrono Gonzalo González de Aragón y una sepultura que decía ser del doctor Gonzalo González de Portillo.

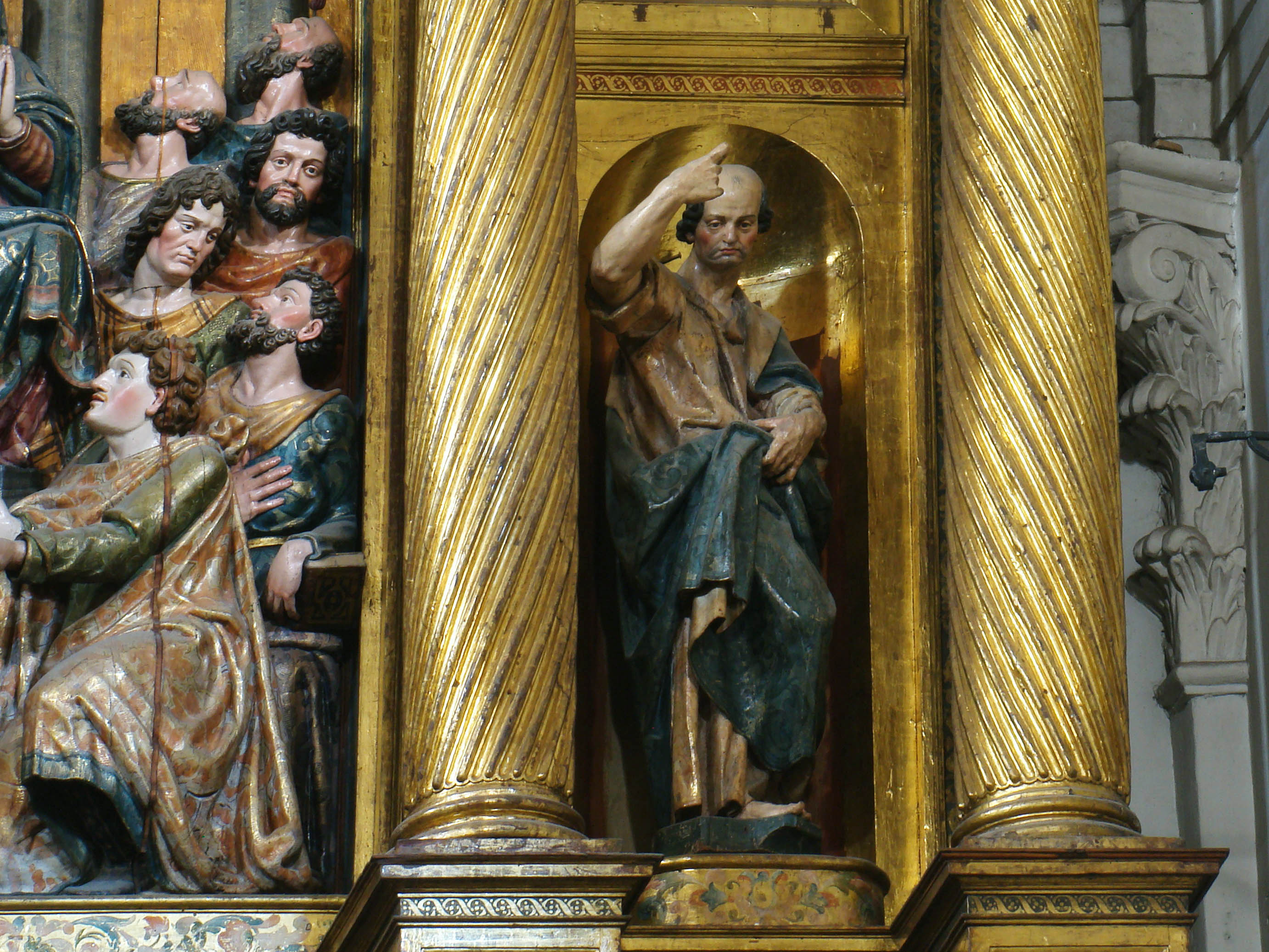
San Felipe de Gregorio Fernández procedente de la iglesia de San Miguel.
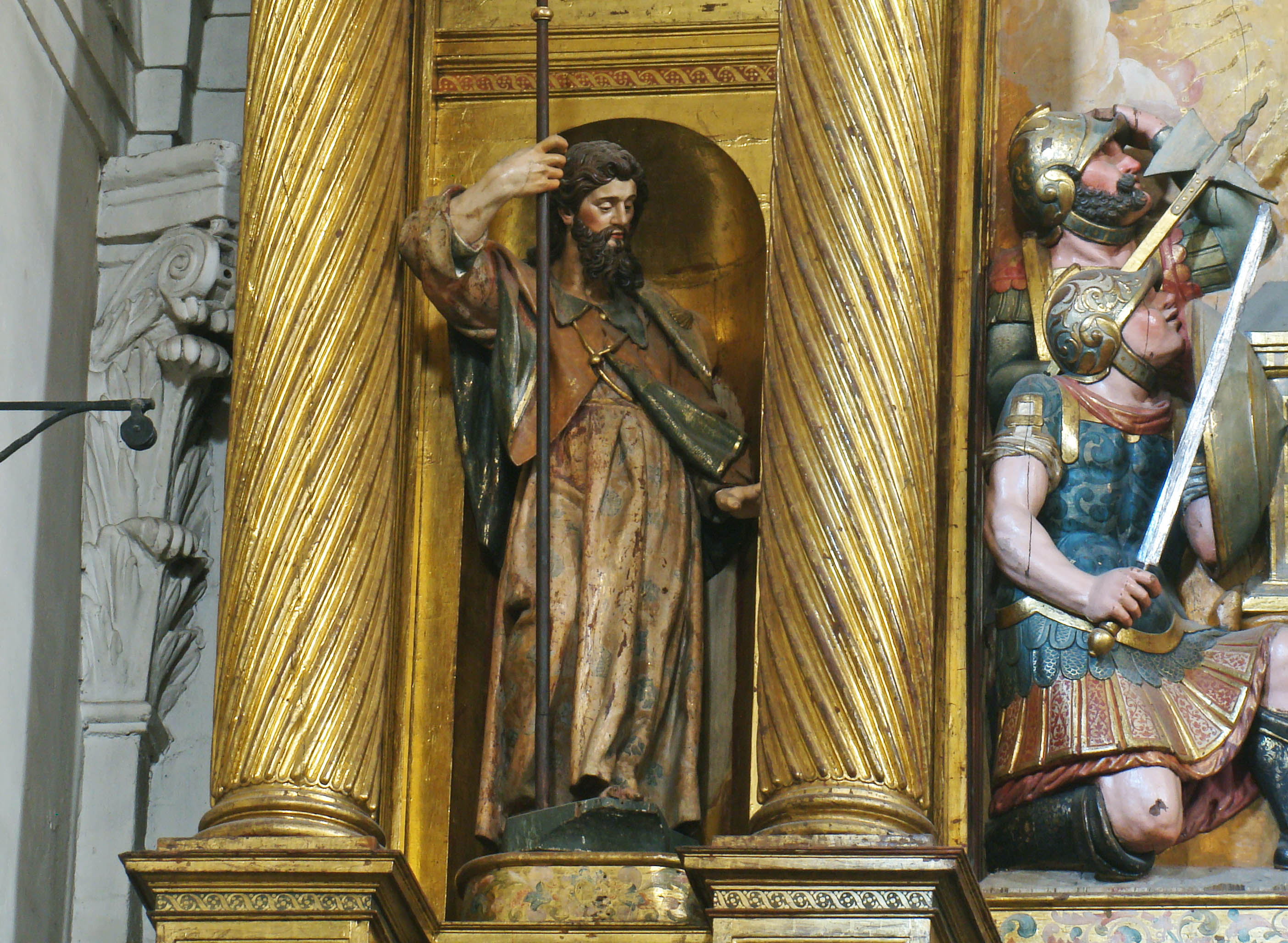
Santiago de Gregorio Fernández procedente de la iglesia de San Miguel.
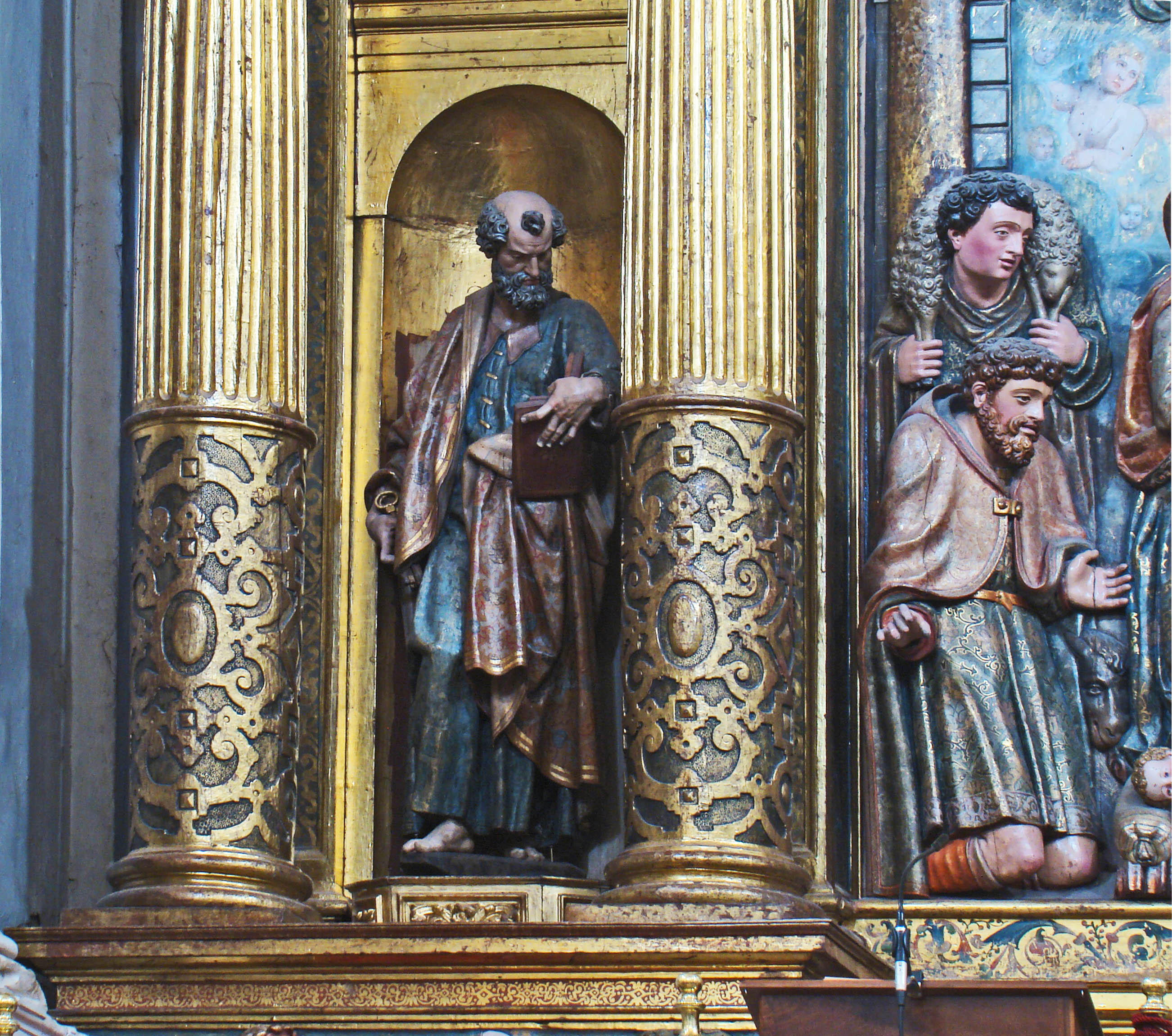
San Pedro de Gregorio Fernández procedente de la iglesia de San Miguel.
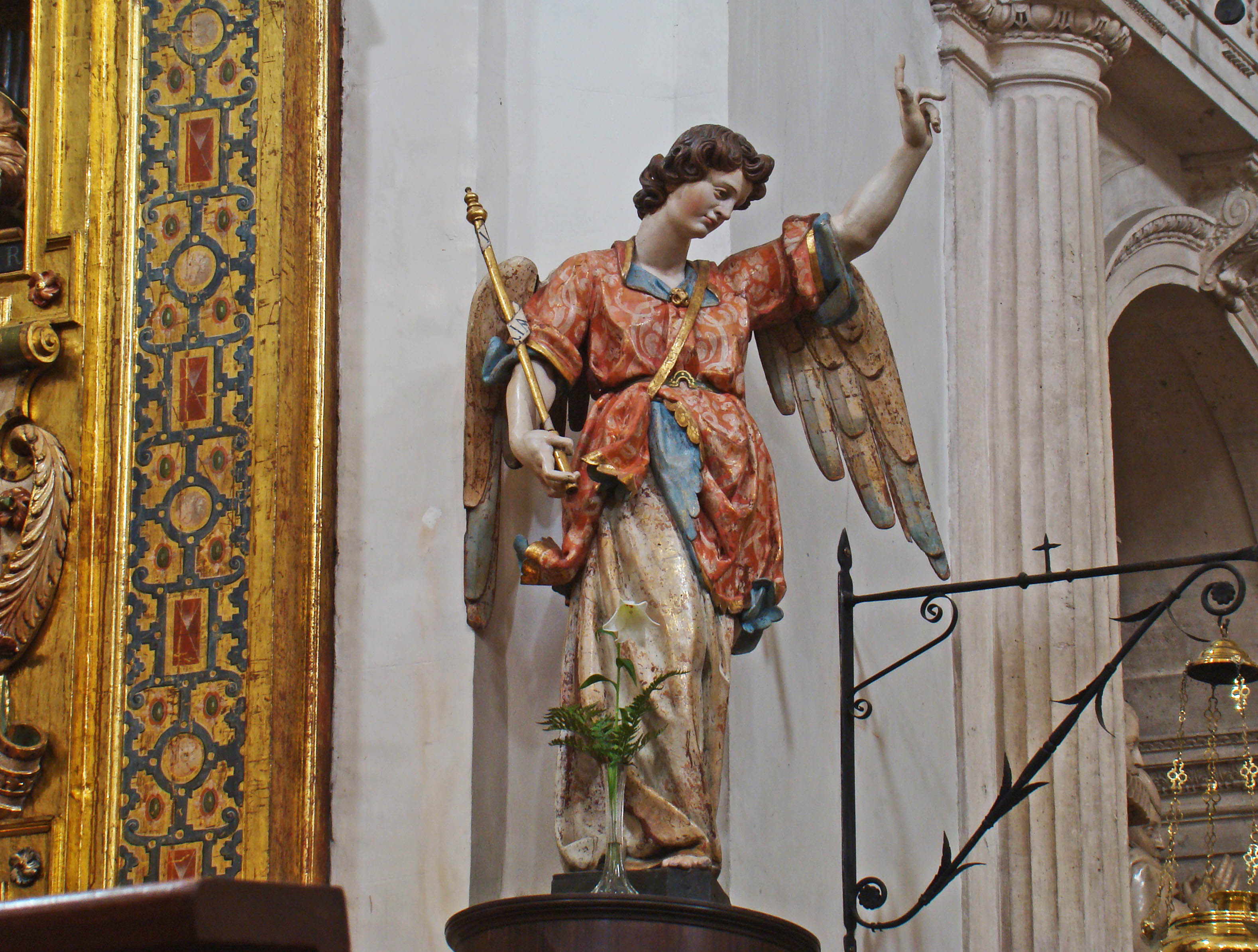
San Gabriel de Gregorio Fernández procedente de la iglesia de San Miguel.
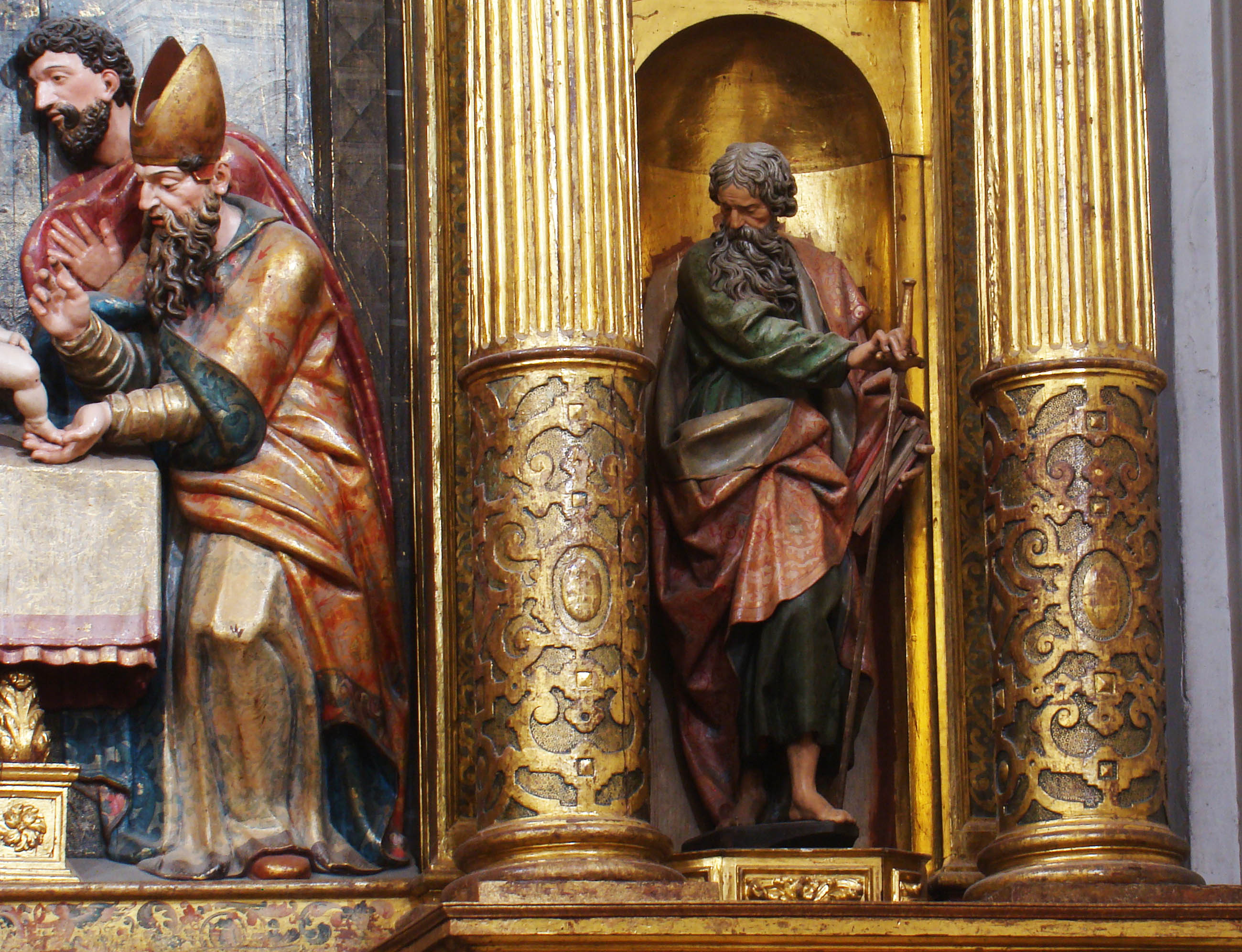
San Pablo de Gregorio Fernández procedente de la iglesia de San Miguel.
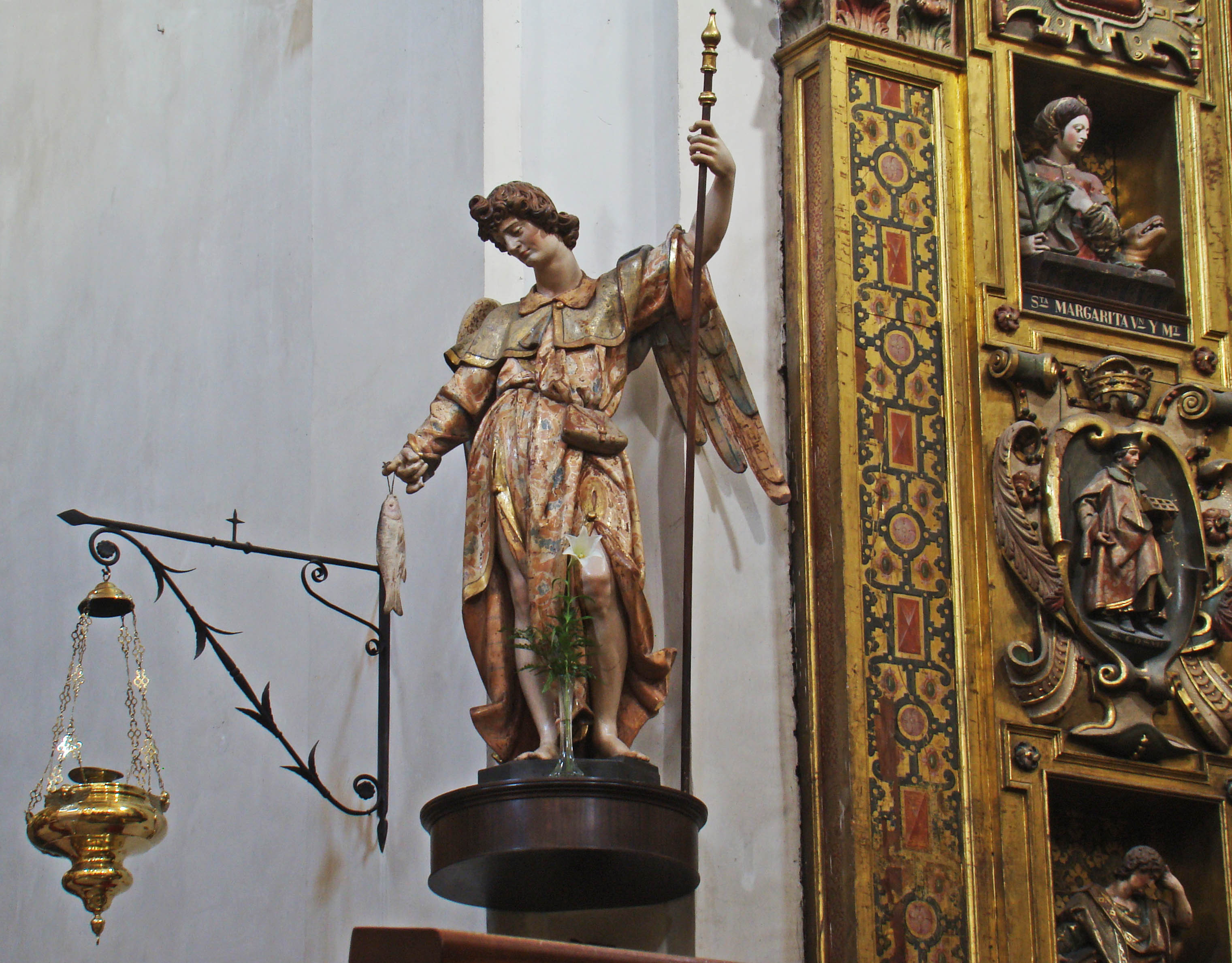
San Rafael de Gregorio Fernández procedente de la iglesia de San Miguel.

En el muro norte se encontraba la capilla del Santo Entierro llamada también de la Concepción, propiedad del doctor Salado. También estaba la sacristía, encima de cuya puerta se hallaba una alacena cerrada con reja y adornada con las armas reales, donde se guardaba el archivo municipal. Un rótulo decía «Aquí se guardan los privilegios de la villa». Hacia 1600 hubo necesidad de trasladarlo a la Sala Alta de la casa Consistorial. En esos años los documentos se habían multiplicado así que fue preciso emplear dos arcas para su custodia; una quedaría en la propia iglesia de San Miguel y la otra sería traslada al edificio del Concejo. Después de la demolición de San Miguel muchos documentos fueron guardados en las iglesias de San Francisco y de Santa María la Mayor. Entre mayo y agosto del año 2003 se organizó el Archivo Municipal en su nueva sede: la antigua iglesia del convento de San Agustín, rehabilitada y restaurada a tal efecto.
Otro altar de este muro estaba dedicado a Nuestra Señora del Rosario, perteneciente a esta cofradía, con retablo dorado por Mateo Prieto. Estaba también la capilla de San Gregorio bajo el patronazgo del doctor Pedro Colina; tenía bóveda de crucería. A finales del siglo XVII pasó a llamarse de San Cayetano siendo entonces sus patronos Jacinto de la Parra y Margarita de San Martín que vivían en Aranda de Duero.

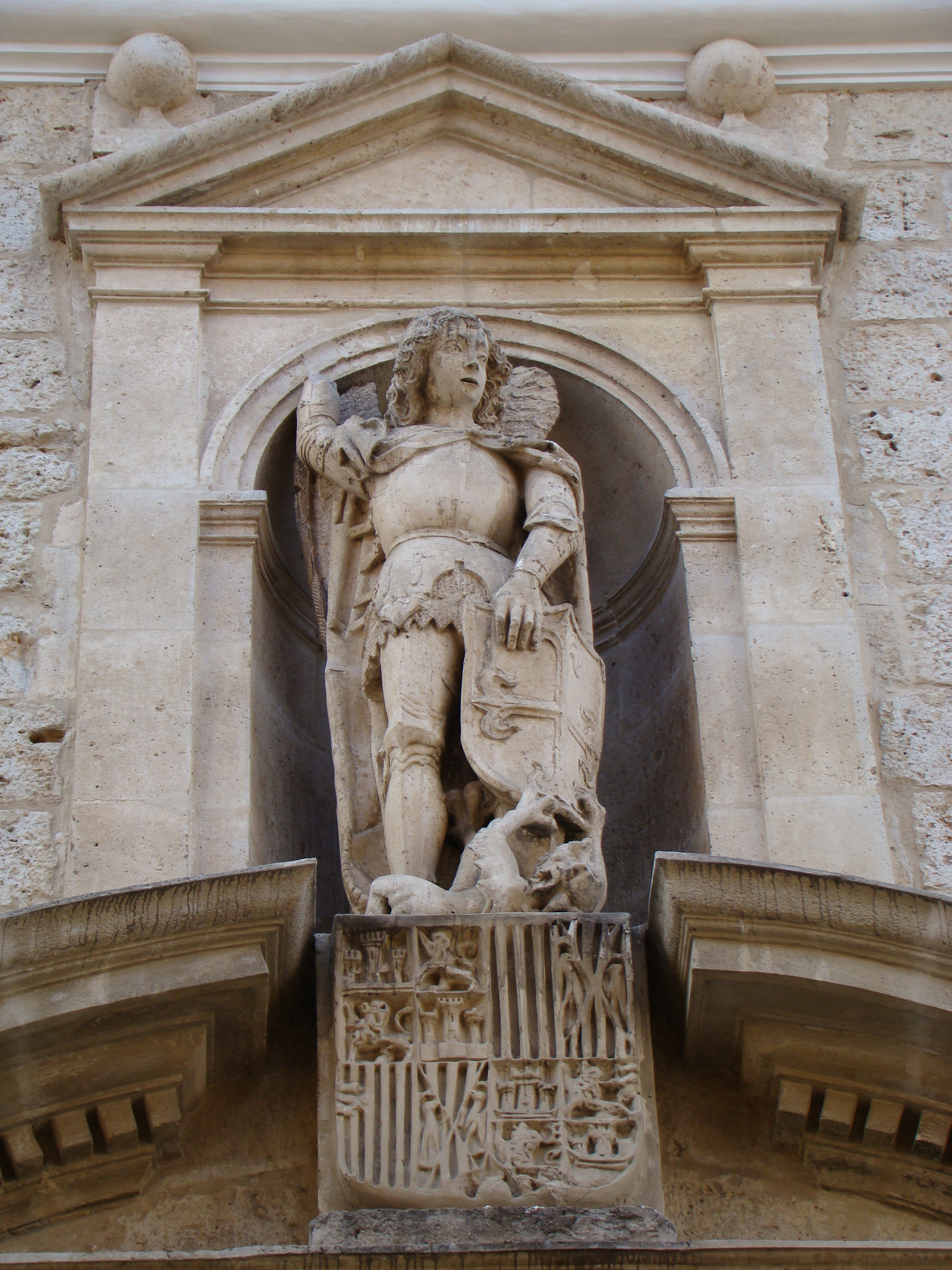
Estatua en piedra de San Miguel, procedente de la iglesia desaparecida que se encuentra en la portada de la nueva parroquia. Puede verse el escudo de los Reyes Católicos a los pies del arcángel.

En el muro sur o de la Epístola estaba la capilla de San Juan y la del Crucifijo bajo el patronato del licenciado Cristóbal de Benavente, cerrada con reja. A su lado se abría la puerta principal del templo y en su exterior la presidía una escultura en piedra representando a San Miguel, considerada como obra de fines del siglo XV. Este San Miguel —que se conserva— lleva un escudo donde se ve labrada la cruz de los dominicos. La estatua está de pie sobre otro escudo de piedra con las armas de los Reyes Católicos. El conjunto pasó a la nueva parroquia ubicada en la antigua iglesia de los jesuitas y puede verse en una hornacina en la fachada.
A continuación estaba la capilla de Santa Ana, «junto al pozo» y cerca de la pila de bautismo; tenía un retablo de pintura; en 1663 se colocó aquí la imagen de Nuestra Señora de la Cerca.

### Las campanas
Las campanas de la torre eran siete: dos grandes, dos medianas, dos pascualejas y un esquilón. En la historia local de Valladolid se menciona frecuentemente la iglesia de San Miguel y sus campanas, en especial la dedicada al pueblo, la que con su toque reunía a los miembros del Concejo para que allí mismo al pie de la iglesia tuvieran su reunión. La misma campana daba la señal de queda en verano a las 10 y en invierno a las 9 y tocaba a rebato para armar al pueblo. El historiador Canesi relata cómo al toque de campana los vallisoletanos alborotados y enaltecidos se reunieron junto a la iglesia de San Miguel intentando oponerse a que el emperador Carlos I saliera de la ciudad con la intención de celebrar cortes en Santiago, y también ocurrió lo mismo cuando el cardenal Adriano de Utrecht quiso marcharse, durante el conflicto de las Comunidades. Para su toque y mantenimiento pagaban los contribuyentes al beneficiado 5.000 maravedíes, hasta el año 1441, a partir del cual rebajaron la cuota a 100 reales.
La campana de San Miguel acabó siendo todo un símbolo popular; fue trasladada a la nueva parroquia —antigua iglesia del colegio de los jesuitas— junto con las imágenes y otros objetos litúrgicos. Su existencia terminó en 1873, con las revueltas políticas, cuando algunos actos de derribo de algunos templos culminaron en Valladolid con la destrucción de las campanas.

## Excavaciones arqueológicas en la plaza de San Miguel

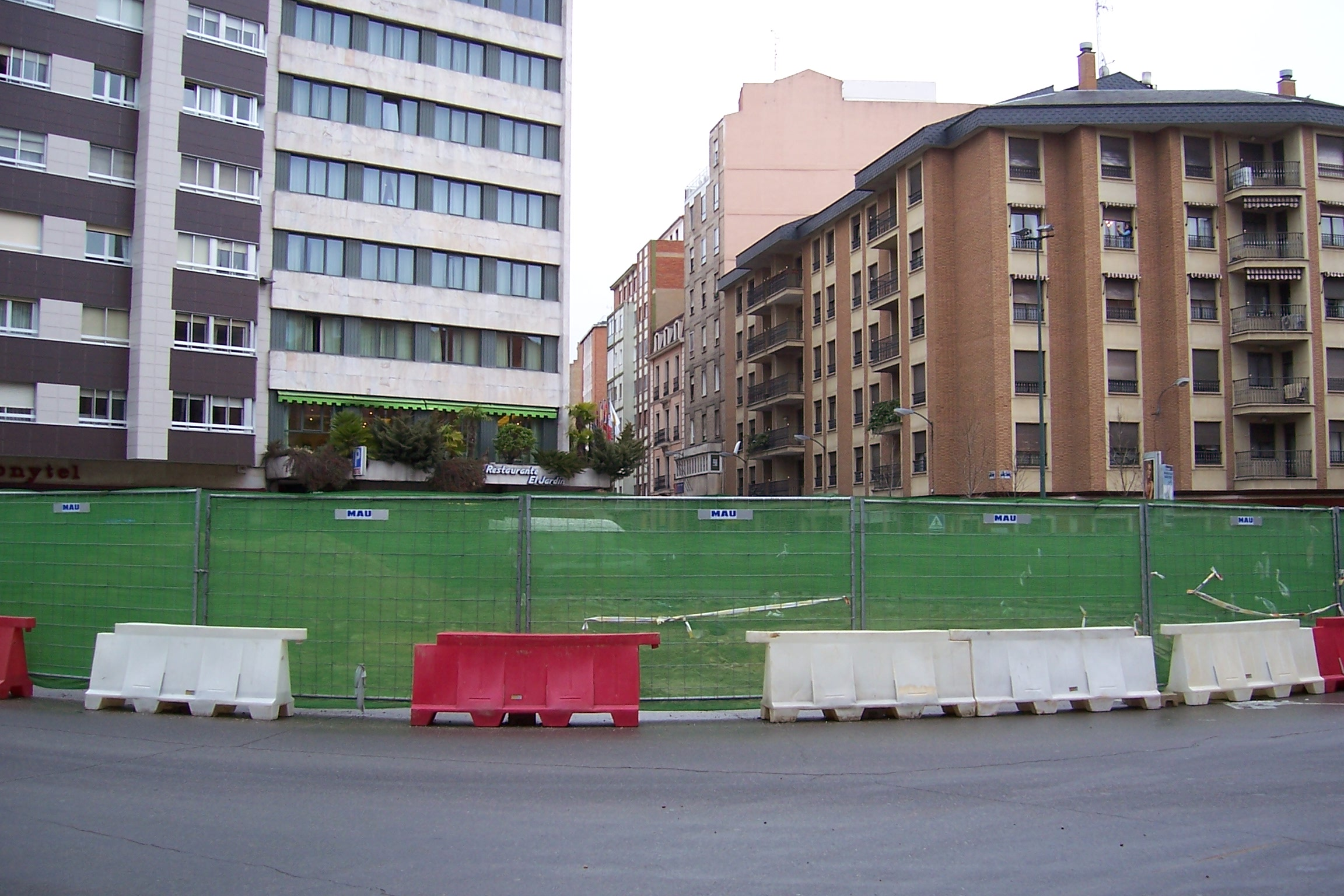
Excavaciones en febrero del año 2009

El ayuntamiento de Valladolid notificó a la ciudad su proyecto de hacer obras y adecentar la plaza de San Miguel. Ante esta noticia hubo una movilización de arqueólogos, historiadores y arquitectos con el fin de realizar una labor conjunta para el estudio y conservación de las posibles ruinas que pudieran aparecer durante las obras. Por su parte la Academia de Bellas Artes de Valladolid elaboró un estudio a través del profesor Jesús Urrea, que publicó en su boletín n.º 42 y que presentó oportunamente al Ayuntamiento.

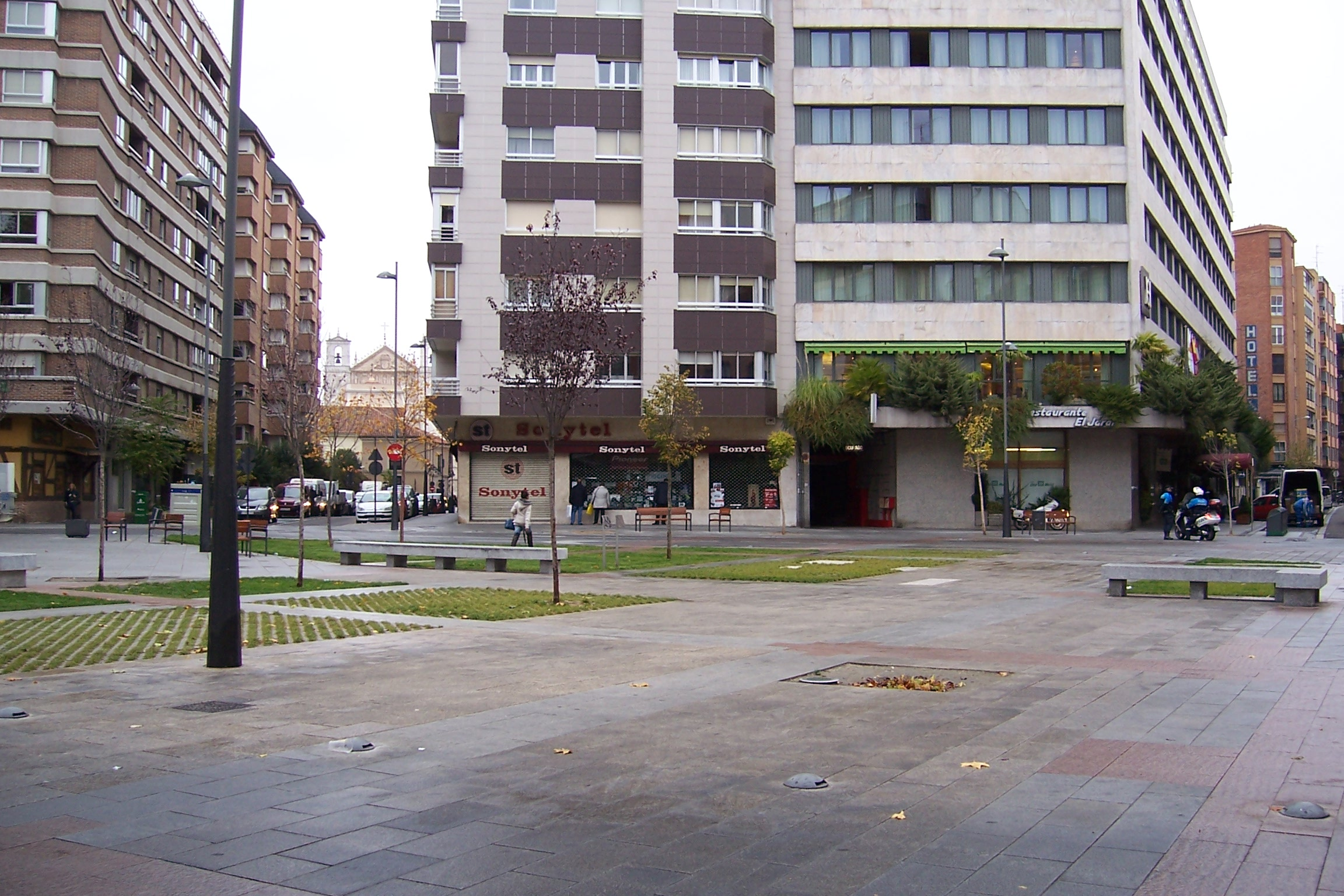
Aspecto de la plaza después de terminadas las obras

Los vestigios encontrados fueron pocos. Los arqueólogos comprobaron cómo el desmantelamiento de 1777 fue intenso; los muros del edificio estaban tan arrasados que no se pudo rescatar ni una sola piedra; por otra parte pudieron observar que hubo un cierto respeto con los enterramientos en torno a la iglesia. Pero sí salió a la luz la exacta disposición de la planta y sus contornos y dimensiones de manera que se pudo delimitar con exactitud el perímetro: 34x 17 m. Pudo verse que el edificio estaba alineado por su lado sur con las calles de San Blas y Doctor Cazalla.
Se exhumaron los cimientos de algunos pilares que ofrecían distinto perfil —cruciforme, octogonal y circular— que demuestran las ampliaciones que hubo siguiendo las distintas modas. Se encontró también una pieza solitaria: una clave de bóveda con el signo JHS.
Tras el estudio in situ hecho por los profesionales antes citados, las obras de embellecimiento y saneamiento de la plaza continuaron, dejando un espacio amplio, enlosado, con la plantación de algún árbol y la regulación del tráfico rodado.